# Reb Beach
Richard Earl Beach, Jr. född 31 augusti 1963, i Pittsburgh, är en amerikansk rockgitarrist, känd som medlem i band som Winger och Whitesnake. Gitarrmärket Ibanez producerade RBM-modeller (det står för Reb Beach Modell) i början av 1990-talet. På Whitesnakes återföreningsturné spelade han på vanliga gitarrmodeller av John Suhr.

## Karriär
Reb Beach har spelat i banden Winger, Dokken och Whitesnake. Han har även spelat bakom Fiona Flanagan och Alice Cooper, samt arbetat som studiomusiker för bland andra Bee Gees, Chaka Khan och Twisted Sister.  Beach är främst känd för sin medverkan i rockbandet Winger i slutet av 1980-talet och början av 1990-talet. De spelade in och turnerade med tre album, Winger (1988), In the Heart of the Young (1990) och Pull (1993). De har även släppt flera hitsinglar som "Seventeen", "Headed for a Heartbreak" och "Miles Away".
Efter att Winger upplöstes i mitten av 1990-talet anslöt sig Beach först till Alice Coopers band och ersatte senare George Lynch i hårdrocksbandet Dokken. Med Dokken spelade han in ett studioalbum med titeln Erase The Slate och en live-DVD kallad Live From The Sun. Beach bildade ett nytt band 2005 kallat The Mob. Winger ombildades 2006 och släppte ett album i oktober.
Nu har han ersatt Jeff Watson i Night Ranger under en turné.

## Diskografi

### Album
Winger
- Winger (1988)
- In the Heart of the Young (1990)
- Pull (1993)
- The Very Best Of Winger (2001)
- IV (2006)
- Demo Anthology  (2007)

Dokken
- Erase the Slate (1999)
- Live from the Sun (2000)

Solo
- The Fusion Demos (1993)
- Masquerade (2001)

The Mob
- The Mob (2005)

Whitesnake
- Good To Be Bad (2008)
- Forevermore (2011)

Övrigt
- Blandade artister - The Lost Boys Soundtrack (1985)
- Fiona - Beyond the Pale (1986)
- Howard Jones - One on One (1986)
- Chaka Khan - Destiny (1986)
- The Bee Gees - E.S.P. (1987)
- Twisted Sister - Love Is For Suckers (1987)
- Brian McDonald Group - Desperate Business (1988)
- Minoru Niihara - One (1989)
- Xenon - America's New Design (1989)
- Blandade artister - The Karate Kid III Soundtrack (1989)
- Blandade artister  - Bill and Ted's Bogus Journey Soundtrack (1991)
- Blandade artister - Guitars that Rule the World (1992)
- Danger Danger - Cockroach (1993)
- Blandade artister - Smoke on the Water - A Tribute to Deep Purple (1994)
- Andy Timmons - EarX-tacy 2 (1997)
- Alice Cooper - A Fistful of Alice (1997)
- Blandade artister  - Guitar Battle (1998)
- Blandade artister - Daytona USA 2 Game Soundtrack (1998)
- Blandade artister  - Bat Head Soup - A Tribute to Ozzy Osbourne (2000)
- Blandade artister  - A Tribute to Van Halen (2000)
- Brian McDonald - Wind it Up (2000)
- War and Peace - Light at the End of the Tunnel (2000)
- Blandade artister - Stone Cold Queen - A Tribute (2001)
- Brian McDonald - Voyage (2003)
- Ken Tamplin and Friends - Wake the Nations (2003)
- XCarnation - Grounded (2005)

### Videor/DVDs
- Winger - The Videos (1989)
- Winger - In the Heart of the Young (1990)
- Winger - In the Heart of the Young Part 2 (1991)
- Reb Beach - Cutting Loose (1990) http://www.retro-daze.org/ScifiAndOther/Other/C/CUTTING-LOOSE-REB-BEACH.jpg
- Winger - Live in Tokyo (1991)
- Winger - The Making of Pull (1993)
- Dokken - Live from the Sun (2002)
- Reb Beach - Homegrown Private Lesson Volume 1 (2003)
- Whitesnake - Live... In The Still Of The Night (2006)
- Winger -   The Making of Winger IV (2006)